# Paratriodonta solitudinis
Paratriodonta solitudinis är en skalbaggsart som beskrevs av Baraud 1985. Paratriodonta solitudinis ingår i släktet Paratriodonta och familjen Melolonthidae. Inga underarter finns listade i Catalogue of Life.